# Титовский, Роман Митрофанович
Роман Митрофанович Титковский (14 октября 1907, Ефремовка, область Войска Донского — 12 июня 1976, Таганрог, Ростовская область) — сержант, артиллерист, кавалер ордена Славы трех степеней, участник Великой Отечественной войны, защитник Ленинграда.

## Биография
Родился 14 октября 1907 года в семье крестьянина, в селе Ефремовка (ныне Неклиновский район Ростовской области), русский. Окончил 4 класса. Был трактористом, бригадиром, председателем колхоза, с 1934 – слесарь на Таганрогском комбайновом заводе. С октября 1941 находился на временно оккупированной врагом территории в Таганроге.
После освобождения города, в 1943 году призван в ряды Красной Армии. С сентября того же года участвовал в боях на фронтах Великой Отечественной войны в качестве наводчика орудия (всю войну – в составе 659-го артиллерийского полка 221-й стрелковой дивизии).
В боях, проходивших 13-18 июля 1944 года у железнодорожной станции Тали под Выборгом, в составе группы бойцов обезвредил 2 пулемета, миномет, а также финского корректировщика. За что 9 августа 1944 года был награждён орденом Славы 3-й степени.
Позднее командовал орудийным расчётом того же полка. В боях 19-20 февраля 1945 года под Кёнигсбергом, отражая атаку, вместе с солдатами уничтожил самоходно-артиллерийскую установку «Фердинанд» и уничтожил большое количество солдат противника. За что 19 марта 1945 года был награждён орденом Славы 2-й степени.
При прорыве обороны противника 8-9 апреля 1945 года под Кёнигсбергом командовал расчётом, которому удалось подавить минометную батарею, уничтожить несколько пулемётных точек, 2 наблюдательных пункта и свыше 10 немецких солдат. За что 15 мая 1946 года был награждён орденом Славы 1-й степени.
Участник советско-японской войны. В ноябре 1945 был демобилизован в звании старшины.
В послевоенные годы жил в Таганроге, где работал слесарем-трубопроводчиком на заводе «Красный котельщик».
Скончался 12 июня 1976 года.

## Награды
- Орден Славы III степени[3], 09.08.1944
- Орден Красной Звезды[4], 17.02.1945
- Орден Славы II степени, 19.03.1945
- Орден Красной Звезды, 13.09.1945
- Орден Славы I степени, 15.05.1946
- Орден Трудового Красного Знамени